# Jonas Bonnier
Tor Jonas Gunnar Bonnier, född 10 december 1963 i Stockholm, är en svensk författare och företagsledare. Han är sedan 2003 ledamot i stipendienämnden Albert Bonniers 100-årsminne, sedan 2008 ordförande i Stora journalistpriset och sedan 2016 styrelseledamot i Bonniers konsthall. I mars 2022 utkom hans senaste roman, Spionen Bergling.

## Biografi
Jonas Bonnier växte upp på Djurgården i Stockholm som son till Lukas Bonnier och Gun Galin. Efter gymnasiestudier på Östra Real läste Bonnier teatervetenskap och pedagogik på Stockholms universitet och litteraturvetenskap vid Uppsala universitet. Efter att ha arbetat som högstadielärare i Upplands-Bros kommun blev Bonnier 1989 redaktör för Bonniers bokklubbs magasin Bokspegeln. Samma år gifte han sig med Helena Enestad, och paret har två barn, födda 1991 och 1993. Som redaktör på Albert Bonniers förlag 1990–1992 blev han såväl Håkan Nessers som Ellen Mattsons förste förläggare på förlaget. Åren 1992–1994 arbetade han som förlagschef på serietidningsföretaget Semic Press AB. 1995 startade han mediebolaget Fanzine Media, som bland annat gav ut tidningarna Hallå!, Edge Sports Magazine och POP. Mellan 1996 och 2004 var Bonnier VD och styrelseordförande för en rad olika tidskriftsförlag i Sverige, Danmark, Finland, Norge, Spanien, Frankrike och USA. 2004 blev han vice VD för Bonnier AB, ett mediekonglomerat som vid denna tid omsatte cirka 3 miljarder svenska kronor och hade 12 000 anställda. Från 2008 till 2013 var han VD för koncernen.

## Författarskap
Jonas Bonnier debuterade 1988 med romanen Prinsessan och halva kungariket, vilken fick ett välvilligt mottagande och gav en viss uppmärksamhet. Han fortsatte att arbeta som journalist; under flera år skrev han veckovisa kulturkrönikor för reklamtidningen Resumé samtidigt som han medverkade som kåsör i ett par månadsmagasin. Som manusförfattare för film och TV debuterade han 1990 med Hans tid som gravid på Sveriges Television,  och med romanen Till Viktoria 1991 fick Bonnier något av ett genombrott hos kritikerna. Det dröjde dock till romanen Saffranshjärtan, 2002, som även blev huvudbok i Lyssnarklubben, innan han nådde något slags publikt genombrott.
Mellan 2005 och 2016 publicerade Bonnier inga böcker alls, men det var med 2017 års roman Helikopterrånet som han nådde hela vägen upp i toppen på bästsäljarlistorna. Boken, om det uppmärksammade rånet mot G4S värdedepå utanför Stockholm, såldes och gavs ut i 32 länder, och filmrättigheterna köptes av Netflix och Jake Gyllenhaals amerikanska bolag Nine Stories. Filmandet tar sin början hösten 2023. Bonnier följde upp framgången med romanen Knutby, 2019, som han själv arbetade om till TV-serie, samproducerade och skrev de tre första episoderna av. Serien sändes på C More/TV4 under hösten 2021. I mars 2022 kom Bonniers senaste roman, Spionen Bergling.
Under perioden 30 januari 2023 till 3 juli 2025 medverkade Bonnier i programmet Talkshow i P1 där han delade programledarskapet med Katherine Zimmerman.